# استان انبار
استان اَنبار (به عربی: محافظة انبار) بزرگ‌ترین استان عراق با اکثریت سنی‌نشین است که مرکز آن، شهر رمادی می‌باشد.

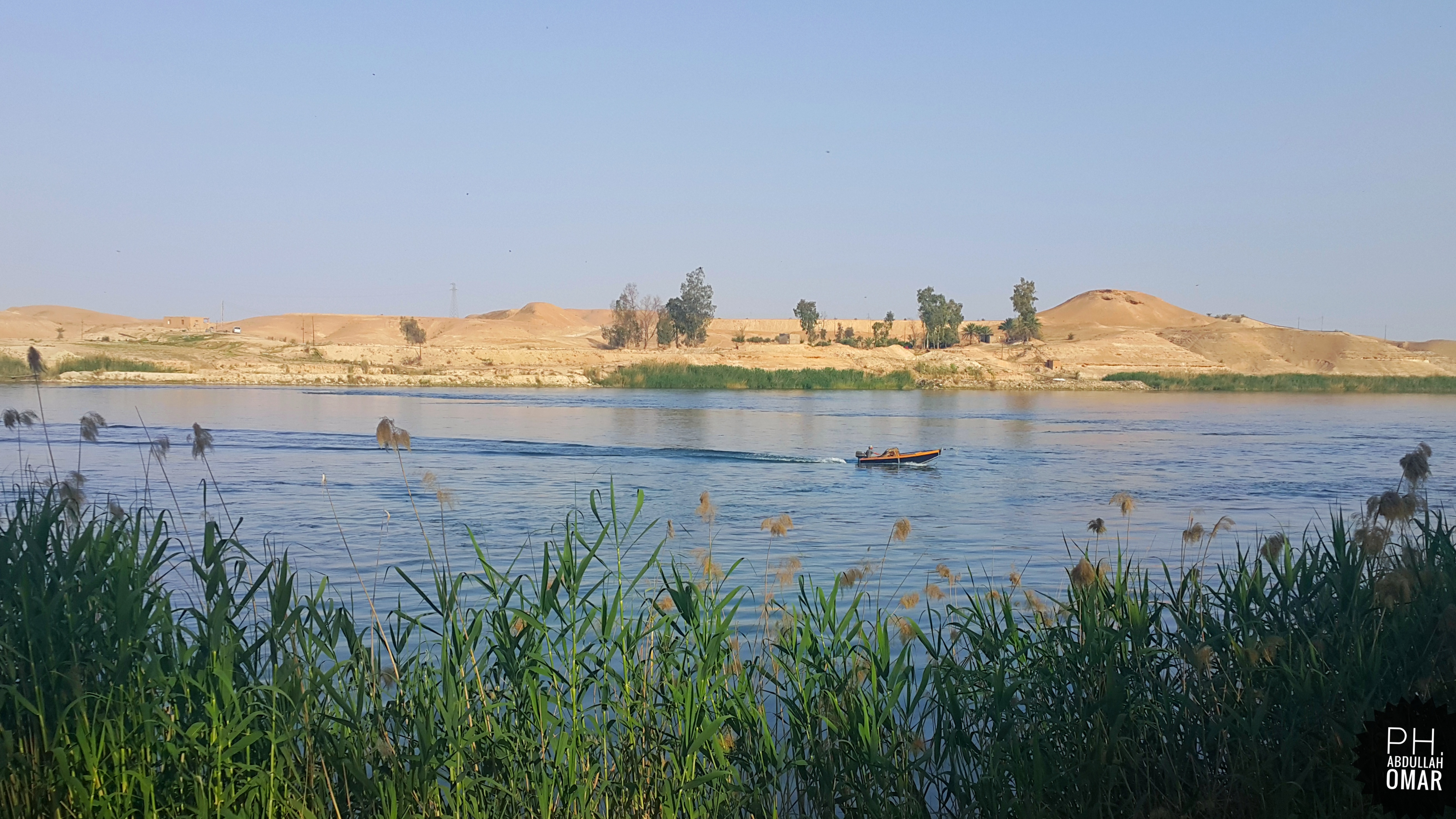
فرات در انبار

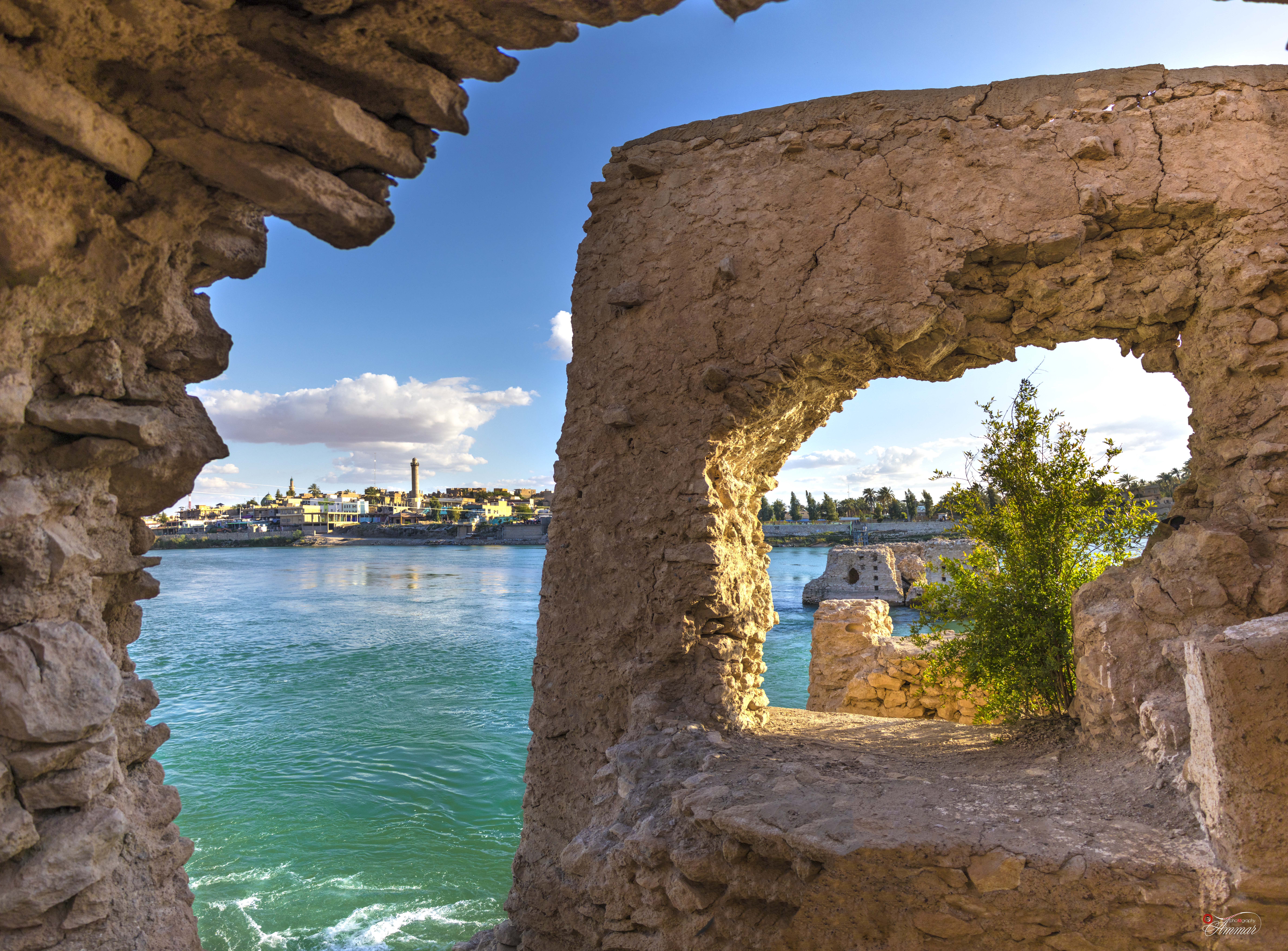
فرات در شهر هیت در انبار

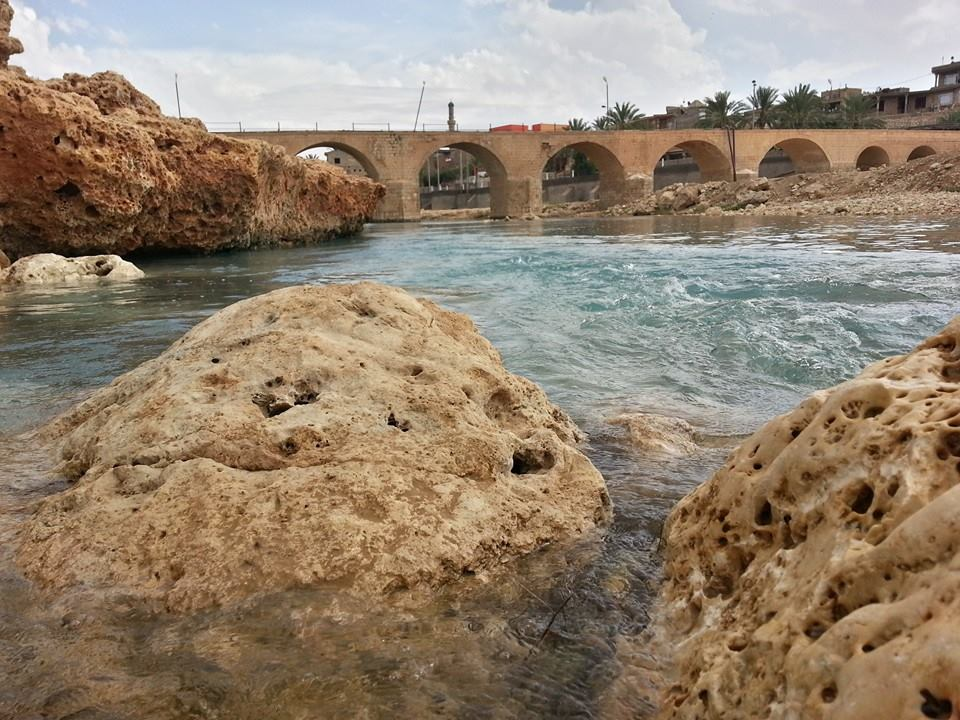
چشمه‌های وادی حجلان

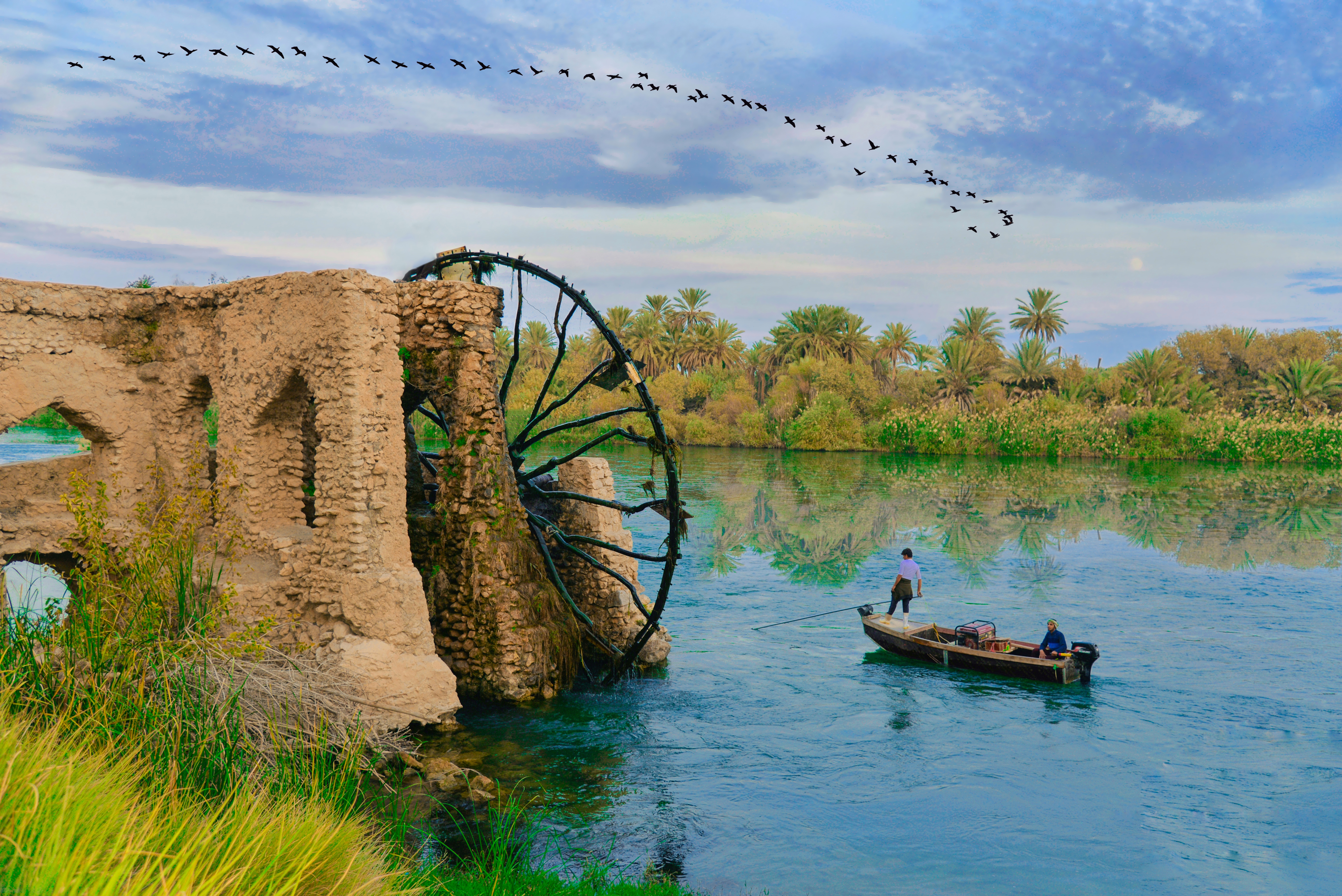
چرخ آب‌های تاریخی در انبار

## پیشینه
بسیاری مورخان انبار را بعد از تیسفون، دومین شهر مهم دوران ساسانی در غرب ایران دانسته‌اند. این شهر در خط دفاعی ایران در برابر امپراتوری روم قرار داشت و از این‌رو شاپور یکم ساسانی شهر انبار را بازسازی کرد و به عنوان یکی از مهم‌ترین مراکز دفاعی ایران درآورد و ارگ‌هایی جنگی در آن ساخت و سپس آن را «پیروزشاپور» نام گذاشت.

انوشیروان نیز برای تقویت سد دفاعی ایران در مرزهای غربی و در مجاورت روم، به بازسازی پادگان‌های «انبار» پرداخته بود.
این شهر در ۶۲ کیلومتری بغداد کنونی، نزدیک قناتی که دجله و فرات را به هم متصل می‌کند و در کتب اسلامی نهر عیسی خوانده شده قرار داشت. این قنات که ظاهراً توسط شاهپور دوم حفر شده باعث گردید که انبار اهمیت تجارتی فراوان پیدا کند. تاریخ‌دانان عرب ساختمان آن را به بخت‌النصر نسبت می‌دهند. در دوران اشکانیان، شهر تقریباً شهری عربی بود به این معنی که اکثریت اهالی آن را قبایل عرب تشکیل می‌دادند. انبار با اینکه نیمه عرب بود، باز به سبب اهمیت تجاری و آبیاری و نیز به سبب آنکه در دروازه روم قرار داشت مورد توجه شاهپور اول قرار گرفت به‌طوری‌که آن را از نو بساخت و برآن دو خط دفاعی نهاد و در داخل آن کوشکی بنا کرد و به این ترتیب شهر به صورت یکی از مراکز مهم سپاه درآمد. شاه ساسانی نام شهر را نیز به یاد شکستی که بر گوردین چهارم وارد کرده بود به پیروز شاپور تغییر داد. واژه انبار همان‌طور که اغلب لغت‌نویسان عرب اشاره می‌کنند، همان کلمه معروف فارسی است. انبار از آن جهت انبار خوانده شد که کسری رزق اصحاب خود را در آن جای می‌داد.
در دوره ساسانیان، مسیحیان انبار قدرتی داشتند چنان‌که یک اسقف بزرگ یعقوبی در آنجا مستقر شده بود، ضمناً یکی از مراکز بزرگ یهودیان نیز بود. 
انبار در زمان خلافت ابوبکر به دست خالدبن ولید فتح شد. مردمان انبار که در هنگام غارت‌های خالد، کمکی از مرکز ایران دریافت نکردند، خود از پشت باروهای شهر به دفاع پرداختند. اما شیرزاد امیر ساباط که در آنجا بود گریخت، مردم نیز که یارای دفاع نداشتند با خالد صلح کردند.

## مردم
اکثریت مردم استان از قبایل دلیم و دارای مذهب سنی هستند. ریشه این عشیره به یمن می‌رسد. 
| دین مردم استان الانبار | دین مردم استان الانبار | دین مردم استان الانبار | دین مردم استان الانبار | دین مردم استان الانبار |
| ---------------------- | ---------------------- | ---------------------- | ---------------------- | ---------------------- |
| قومیت                  | قومیت                  |                        | درصد                   | درصد                   |
| سنی                    | سنی                    |                        | ۷۸٪                    | ۷۸٪                    |
| شیعه                   | شیعه                   |                        | ۲۲٪                    | ۲۲٪                    |

## شهرها
- رمادی
- انبار
- سداح
- حدیثه
- هیت
- عانا
- فلوجه
- ابوغریب
- قائم
- نُخَیب
- رطبه
- کُبَیسه
- اسد
- خالدیه
- ساجریه
- عبیدی
- کرمه
- حقلانیه
- المحمدی